# کرسی (کلرادو)
کرسی (به انگلیسی: Kersey) شهری در ایالت کلرادو کشور ایالات متحده آمریکا است که جمعیت آن در سرشماری سال ۲۰۱۰ میلادی، ۱٬۴۵۴ نفر بوده‌است.